# Reseskildring

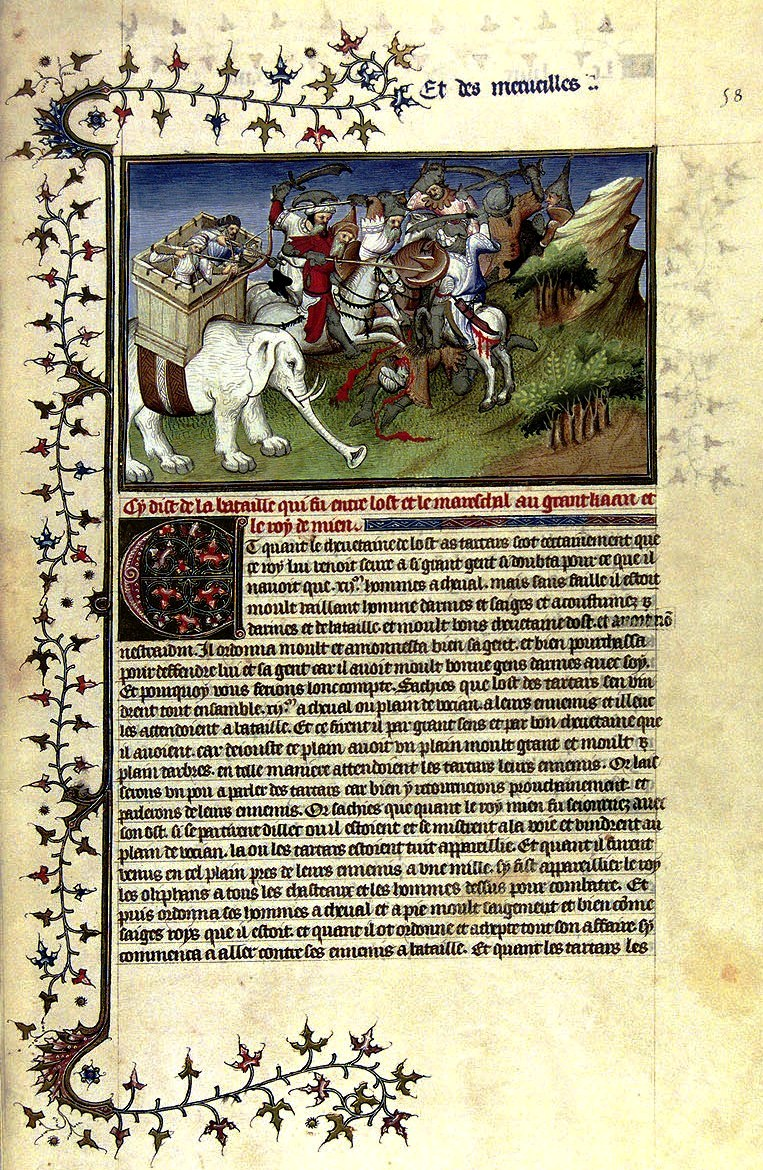
En sida ur Le Livre des merveilles, 1400

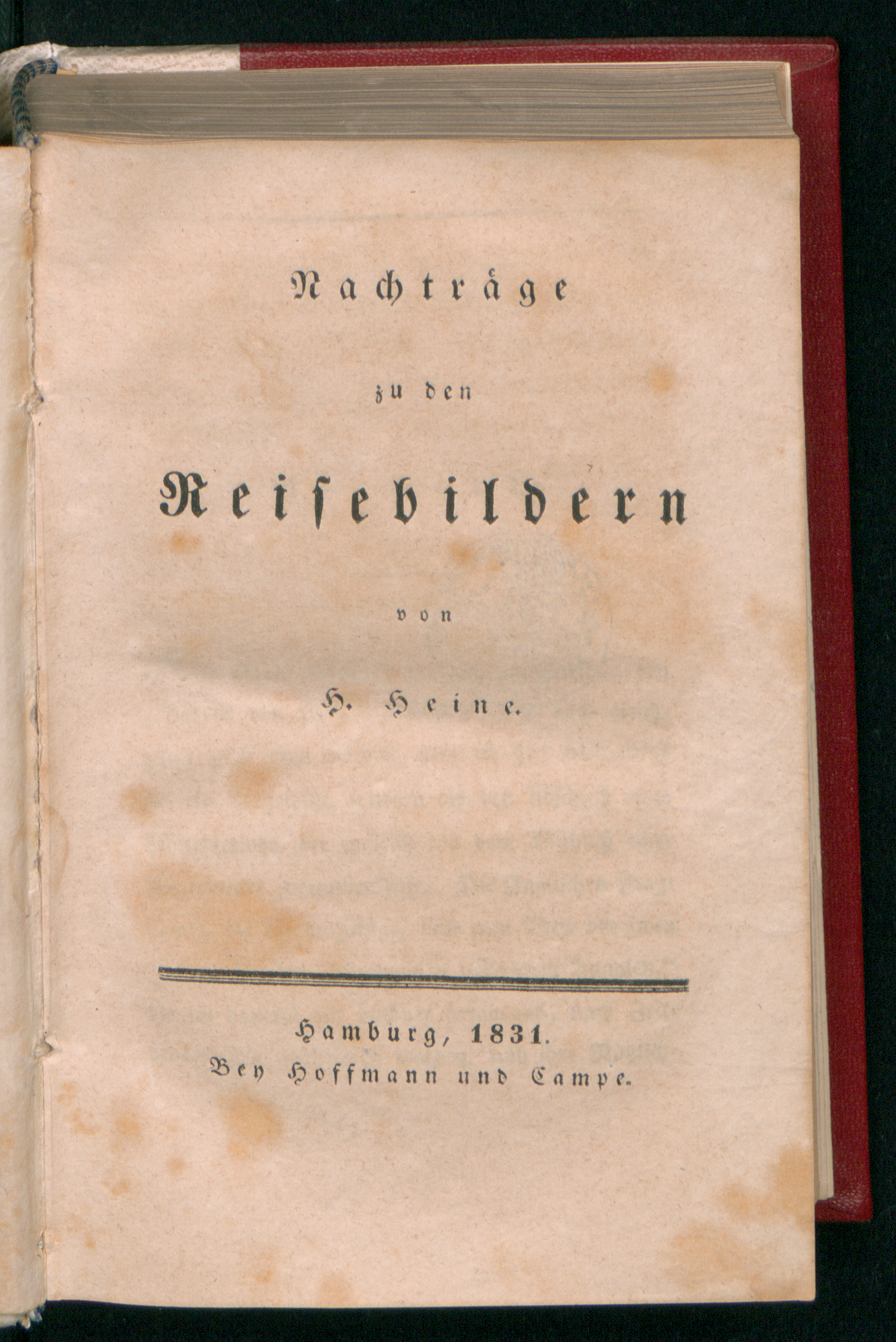
Nachtrage zu den Reisebildern av Heinrich Heine, 1831

Reseskildring är en litterär skildring av en genomförd resa, således en berättelse med en röd tråd och inte bara en resedagbok, loggbok eller en uppräkning av besökta platser. En reseskildring inkluderar i regel beskrivningar av de besökta platserna, men är inte tänkt att användas i första hand som ett praktiskt hjälpmedel på det sätt en reseguide är. Den kan ha formen av ett reportage, men också vara en skönlitterärt gestaltande berättelse.

## Ett urval kända författare av reseskildringar
- Marco Polo – Marco Polos resor
- Samuel Kiechel – En resa genom Sverige år 1586
- Thomas Herbert – Travels in Persia 1627–1629
- Carl von Linné – Linnés lappländska resa
- Ida Pfeiffer – Reise nach dem skandinavischen Norden und der Insel Island
- Olof Agrell – Bref om Maroco
- Mary Wollstonecraft – Brev skrivna under en kort vistelse i Sverige, Norge och Danmark
- Heinrich Heine – Harzresan
- Alexis de Tocqueville – Voyage en Sicile
- Ernst Moritz Arndt – Resa genom Sverige år 1804
- Laurence Sterne – En sentimental resa genom Frankrike och Italien
- H.C. Andersen – I Sverrig
- Mark Twain – Slita hund
- Robert Louis Stevenson – An Inland voyage
- Albert Vandal – En karriole à travers la Suède et la Norvège
- Paul Theroux – Den stora järnvägsbasaren
- Ryszard Kapuściński – På resa med Herodotos
- Bruce Chatwin – I Patagonien
- Sven Hedin – Genom Persien, Mesopotamien och Kaukasien
- Stig Dagerman – Tysk höst
- Artur Lundkvist – Indiabrand, Vulkanisk kontinent m.fl.
- Harry Martinson – Resor utan mål, Kap Farväl!
- Ivar Lo-Johansson – Nederstigen i dödsriket, Vagabondliv i Frankrike
- Eyvind Johnson –Vinterresa i Norrbotten, Vägar över Metaponto
- Josef Kjellgren – Spansk odyssé
- Jan Myrdal – Kulturers korsväg
- Sven Lindqvist – Myten om Wu Tao-tzu

## Bildgalleri

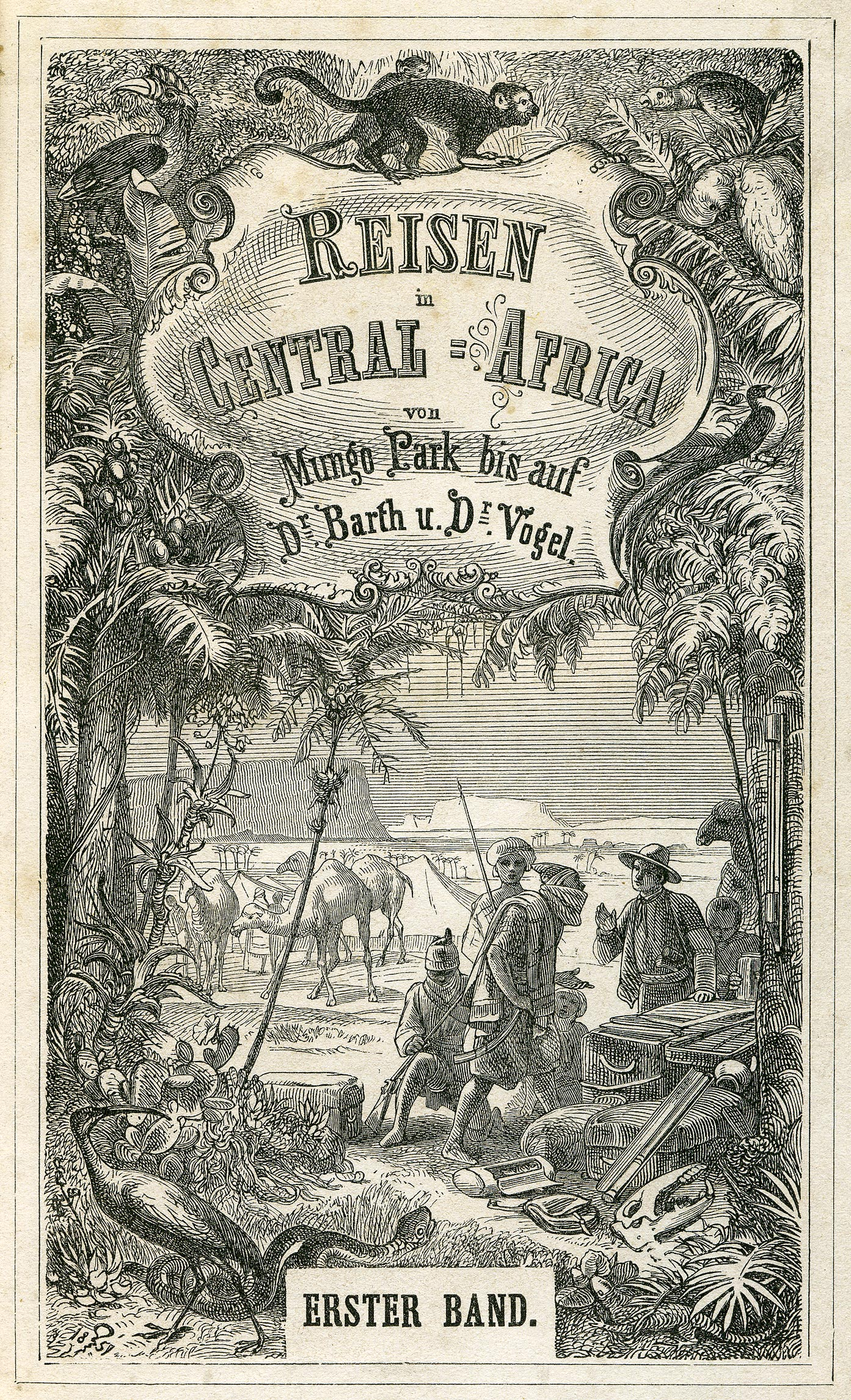
Titelvignett för Reisen in Central-Afrika – von Mungo Park bis auf Dr. Barth u. Dr. Vogel, 1859
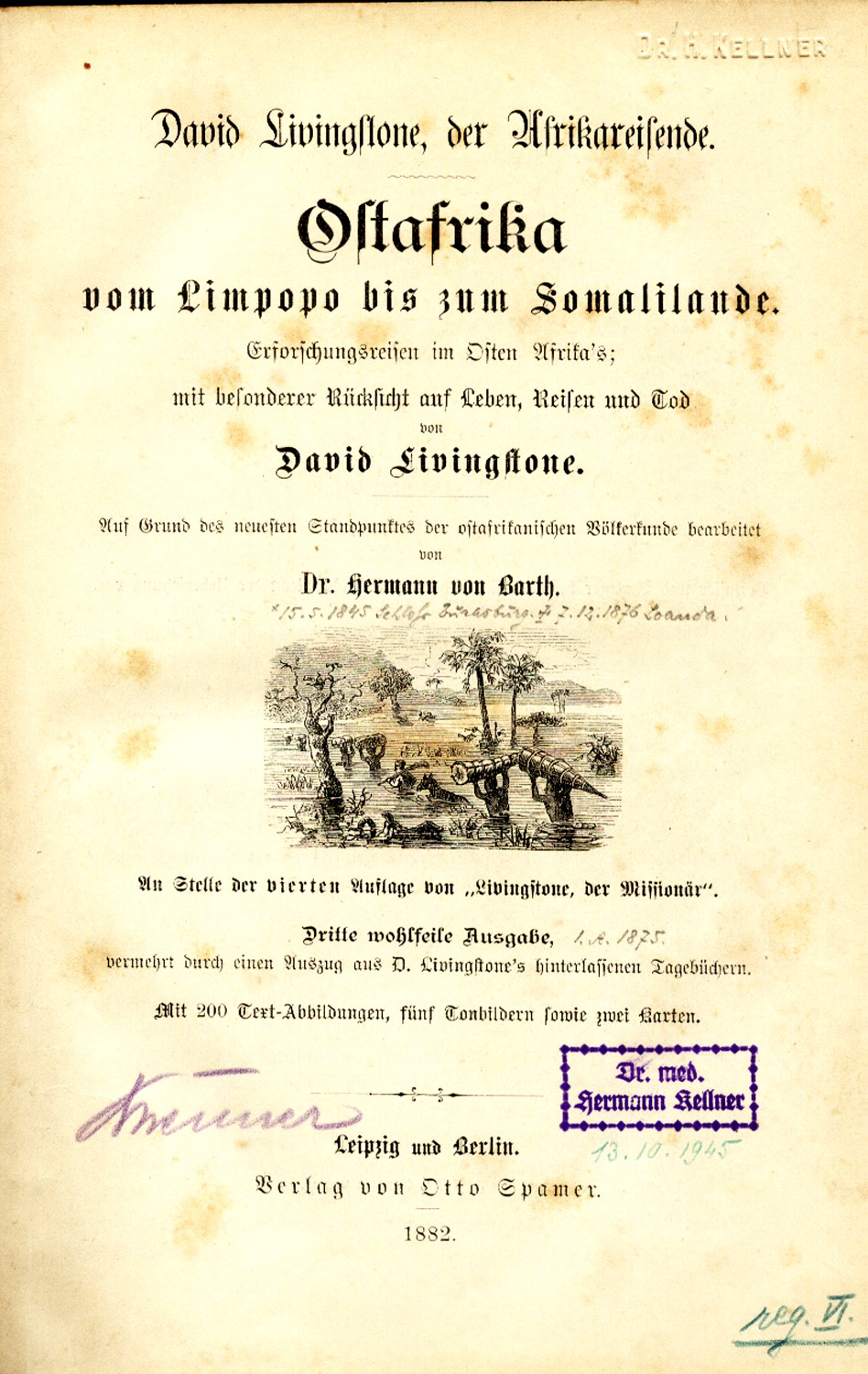
Tysk utgåva av David Livingstones östafrikanska resa från Limpopo till Somaliland, 1882
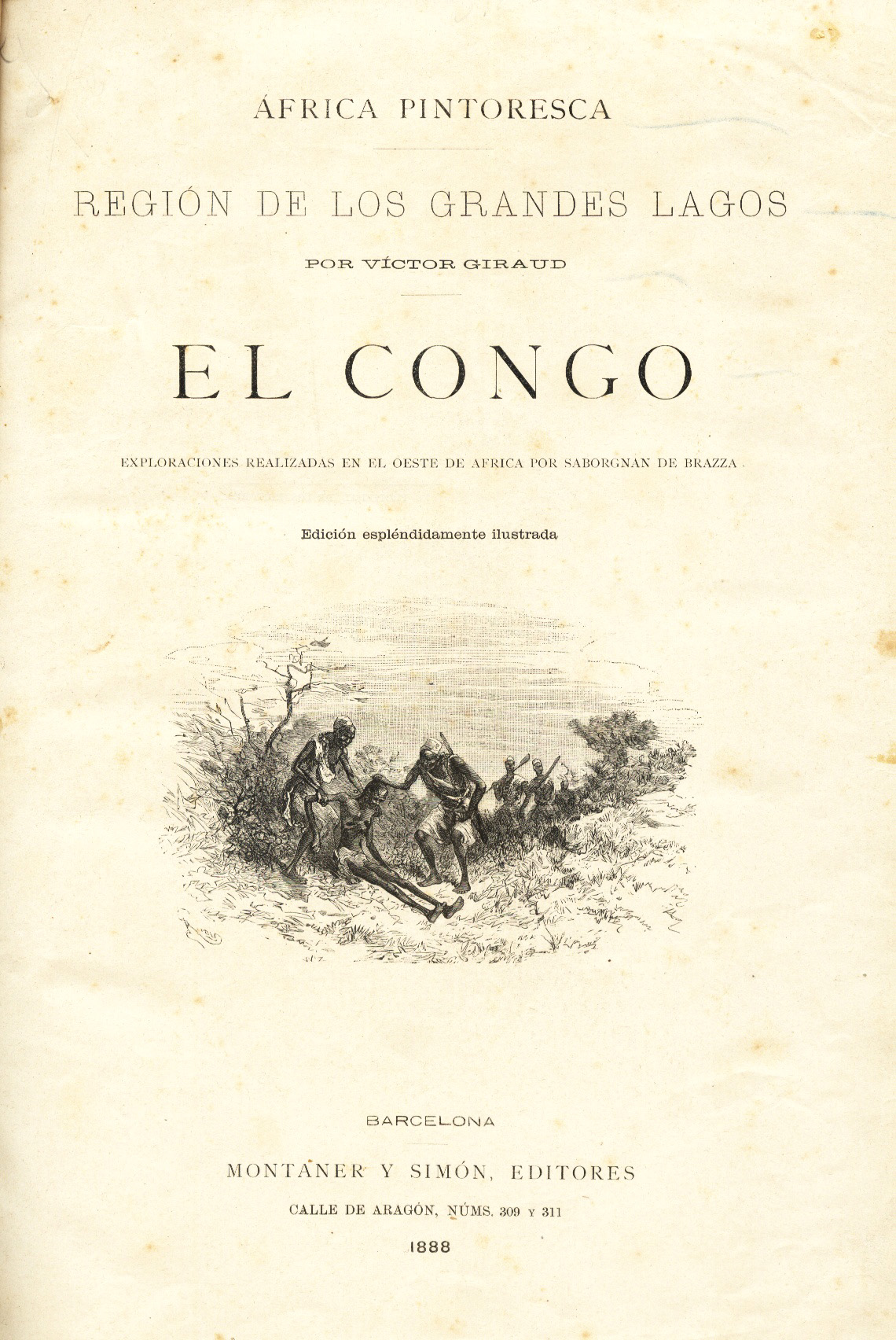
Victor Girauds El Congo, 1888